# Systoechus tumidifrons
Systoechus tumidifrons är en tvåvingeart som beskrevs av Mario Bezzi 1921. Systoechus tumidifrons ingår i släktet Systoechus och familjen svävflugor. Inga underarter finns listade i Catalogue of Life.